# 福特山脈
77°0′S 144°0′W / 77.000°S 144.000°W
福特山脈（英語：Ford Ranges）是南極洲的山脈，位於瑪麗伯德地西北部，處於蘇茲貝格灣和布洛克灣以東，該山脈在1929年12月5日由美國探險隊發現，以資助者福特汽車命名。